# Mosiera androsiana
Mosiera androsiana är en myrtenväxtart som först beskrevs av Ignatz Urban, och fick sitt nu gällande namn av Salywon. Mosiera androsiana ingår i släktet Mosiera och familjen myrtenväxter.
Artens utbredningsområde är Bahamas. Inga underarter finns listade i Catalogue of Life.